# Jelena Antonowa (radziecka wioślarka)
Jelena Piotrowna Antonowa (ros. Елена Петровна Антонова; ur. 21 sierpnia 1952 w Taszkencie) – rosyjska wioślarka reprezentująca ZSRR, srebrna medalistka olimpijska i dwukrotna medalistka mistrzostw świata.

## Kariera
Wystąpiła na igrzyskach olimpijskich w Montrealu w 1976, gdzie zdobyła brązowy medal w jedynkach. W finale wyprzedziły ją: Christine Scheiblich z NRD o 4,68 sekundy oraz Joan Lind z USA o 4,03 sekundy. Był to debiut tej konkurencji w programie olimpijskim. Był to zarazem jej jedyny start olimpijski.
Ponadto wspólnie z Galiną Jermołajewą zwyciężała w dwójkach podwójnych na mistrzostwach świata w Lucernie (1974) i mistrzostwach świata w Nottingham (1975). Zdobyła również złoto w tej konkurencji na mistrzostwach Europy w Moskwie (1973). 
Kilkukrotnie zdobywała mistrzostwo ZSRR: w jedynkach w latach 1973 i 1977 oraz w dwójkach podwójnych w latach 1973, 1974 i 1975. Po zakończeniu kariery została trenerką wioślarstwa.